# Lista de vereadores de Japeri
Esta é a lista de vereadores de Japeri, município brasileiro do estado do Rio de Janeiro.
A Câmara Municipal de Japeri, é formada por onze representantes.

## Legislatura de 2021–2024
Estes são os vereadores eleitos nas eleições de 15 de novembro de 2020, pelo período de 1° de janeiro de 2021 a 31 de dezembro de 2024:
| Mesa Diretora (2021-2022)    |                       |                        |                           |
| Nome                         | Início do mandato     | Fim do mandato         | Cargo                     |
| Walter Trajano Alves (PSC)   | 1º de janeiro de 2021 | 31 de dezembro de 2022 | Presidente da Câmara      |
| Rogério Gomes Castro (PDT)   | 1º de janeiro de 2021 | 31 de dezembro de 2022 | Vice-presidente da Câmara |
| Márcio Rodrigues Rosa (PSDB) | 1º de janeiro de 2021 | 31 de dezembro de 2022 | Secretário                |

|    | Nome                                                                      | Partido                                        | Votos | %    | Observações |
| -- | ------------------------------------------------------------------------- | ---------------------------------------------- | ----- | ---- | ----------- |
| 1  | Cristiano do Nascimento Alves, Cristiano Pingin (Queimados, 31.03.1980–)  | AVANTE                                         | 1.182 | 2,20 | 2º mandato  |
| 2  | Rogério Gomes Castro, Rogerinho da RR (Nova Iguaçu, 01.11.1990–)          | Partido Democrático Trabalhista (PDT)          | 1.166 | 2,17 | 1º mandato  |
| 3  | Walter Trajano Alves (2021-2022) (Queimados, 06.10.1981–)                 | Partido Social Cristão (PSC)                   | 1.113 | 2,07 | 1º mandato  |
| 4  | Renan Schiavo Antunes (Rio de Janeiro, 25.11.1977–)                       | CIDADANIA                                      | 1.018 | 1,90 | 1º mandato  |
| 5  | Tiago da Silva Souza, Tiago Careca (Japeri, 06.03.1986–)                  | Partido Social Cristão (PSC)                   | 998   | 1,86 | 1º mandato  |
| 6  | Josimar de Souza Mota, Professor Josimar (Nova Iguaçu, 18.04.1973–)       | AVANTE                                         | 954   | 1,78 | 1º mandato  |
| 7  | Wesley George de Oliveira, Miga (Paracambi, 24.02.1980–)                  | Democratas (DEM)                               | 875   | 1,63 | 2º mandato  |
| 8  | José Carlos de Souza JC (Paracambi, 12.05.1970–)                          | Partido Democrático Trabalhista (PDT)          | 828   | 1,54 | 1º mandato  |
| 9  | Adeoclemes de Sousa Martins Junior, Junior Martins (Itaguaí, 27.04.1971–) | Partido dos Trabalhadores (PT)                 | 809   | 1,51 | 1º mandato  |
| 10 | Ziel Pavani de Mesquita (Rio de Janeiro, 18.07.1976–)                     | Partido dos Trabalhadores (PT)                 | 615   | 1,15 | 1º mandato  |
| 11 | Márcio Rodrigues Rosa, Márcio Bibi (Rio de Janeiro, 13.12.1973–)          | Partido da Social Democracia Brasileira (PSDB) | 572   | 1,07 | 1º mandato  |

## Legislatura de 2017–2020
Estes são os vereadores eleitos nas eleições de 2 de outubro de 2016, pelo período de 1° de janeiro de 2017 a 31 de dezembro de 2020:
|    | Nome                                                                                  | Partido                                            | Votos | %    | Observações                              |
| -- | ------------------------------------------------------------------------------------- | -------------------------------------------------- | ----- | ---- | ---------------------------------------- |
| 1  | Wesley George de Oliveira, Miga (2017-2018) (Paracambi, 24.02.1980–)                  | Partido Progressista (PP)                          | 1.501 | 2,68 | 1º mandato                               |
| 2  | Pr. Alex dos Santos Silva Gonçalves (Rio de Janeiro, 23.08.1979–)                     | Partido Social Liberal (PSL)                       | 1.381 | 2,46 | 1º mandato                               |
| 3  | Helder Pedro Barros (Nova Iguaçu, 28.03.1968–)                                        | Partido Social Liberal (PSL)                       | 1.224 | 2,18 | 1º mandato                               |
| 4  | Roberta Bailune Antunes (Três Rios, 12.04.1978–)                                      | Solidariedade (SD)                                 | 1.042 | 1,86 | 1º mandato                               |
| 5  | Ivan Carlos Silva dos Santos (Nova Iguaçu, 23.07.1974–)                               | Partido Social Democrata Cristão (PSDC)            | 878   | 1,57 | 1º mandato                               |
| 6  | Márcio José Russo Guedes, Manequinha (2019-2020) (Rio de Janeiro, 03.11.1972–)        | Partido Humanista da Solidariedade (PHS)           | 809   | 1,44 | 1º mandato                               |
| 7  | Clésio Pedrosa Soares, do Bingo (Rio de Janeiro, 20.07.1955–)                         | Partido Social Liberal (PSL)                       | 803   | 1,43 | 1º mandato                               |
| 8  | Charles Gonçalves Soares (Rio de Janeiro, 05.06.1981–)                                | Partido Progressista (PP)                          | 787   | 1,40 | 1º mandato                               |
| 9  | Wendel Andrei de Lima Coelho (Japeri, 12.05.1992–24.03.2019)                          | Partido Trabalhista do Brasil (PTdoB)              | 729   | 1,30 | 1º mandato Assassinado durante o mandato |
| –  | Cristiano do Nascimento Alves, Cristiano Pingin (Queimados, 31.03.1980–)              | Partido Trabalhista do Brasil (PTdoB)              | 635   | 1,13 | 1º mandato                               |
| 10 | Cláudio José da Silva, Cacau (Mesquita, 28.01.1970–)                                  | Partido Progressista (PP)                          | 629   | 1,12 | 1º mandato                               |
| 11 | Oswaldo Henrique de Almeida Gonçalves, Guigo da Padaria (Rio de Janeiro, 15.04.1970–) | Partido do Movimento Democrático Brasileiro (PMDB) | 586   | 1,04 | 1º mandato                               |

## Legenda
| Cor  | Significado          |
| Bege | Presidente da Câmara |
| Azul | Suplente             |